# ダニエルズ (監督)
ダニエル・クワン（Daniel Kwan: 繁体字: 關家永; 拼音: Guān jiāyǒng; 粤拼: gwaan1 gaa1wing5, 1988年2月10日 - ）とダニエル・シャイナート（Daniel Scheinert, 1987年6月7日 - ）は、ダニエルズ（Daniels）と総称されるアメリカ合衆国の映画監督、脚本家である。彼らはミュージック・ビデオの監督としてキャリアをスタートさせ、DJスネークとリル・ジョンのシングル「ターン・ダウン・フォー・ホワット」（2013年）などのビデオを手がけた。
映画界に進出した彼らはコメディドラマ映画『スイス・アーミー・マン』（2016年）とSF映画『エブリシング・エブリウェア・オール・アット・ワンス』（2022年）の監督・脚本を務めた。後者は A24で最大の興行収入を挙げ、ダニエルズは第95回アカデミー賞で作品賞、監督賞を受賞した。

## キャリア
クワンとシャイナートは共にボストンのエマーソン大学で映画を学んでいる際に出会った。彼らはスニータ・マニとも同窓生であり、監督したミュージック・ビデオ「ターン・ダウン・フォー・ホワット」でマニはクワンと共演した
2011年以降、2人はフォスター・ザ・ピープル、シンズ、テネイシャスDを含むアーティストのミュージック・ビデオを監督してきた。2018年、クワンは「持続可能な監督労働慣行にコミットするミュージック・ビデオ監督のグローバルコミュニティ」として説明される団体であるウィー・ダイレクト・ミュージック・ビデオ（We Direct Music Videos, W.D.M.V.）を共同設立した。
2016年、2人は長編映画に進出し、ポール・ダノとダニエル・ラドクリフが出演した『スイス・アーミー・マン』を脚本・監督し、2016年サンダンス映画祭で監督賞を獲得した。
ダニエルズはその後、『Awkwafina Is Nora from Queens』、『レギオン』（クワンのみ）、『ビカミング・ア・ゴッド』（シャイナートのみ）といったテレビシリーズで監督を務めた。またダニエルズはノア・ホーリーが企画していたカート・ヴォネガットの『猫のゆりかご』のテレビ版に監督として関与していたが、プロジェクトは頓挫した。
2人は2017年に製作パートナーのジョナサン・ワンとルッソ兄弟と共にSF映画の脚本・監督・製作を務めると発表した。映画『エブリシング・エブリウェア・オール・アット・ワンス』はミシェル・ヨー、ステファニー・スー、キー・ホイ・クァン、ジェームズ・ホン、ジェイミー・リー・カーティスが出演し、2022年3月に公開されて批評家から高評価された。
2022年時点でダニエルズはA24とのファーストルックのテレビ契約を結んでいる。同年に彼らはユニバーサル・ピクチャーズとの5年間の映画契約も結んだ。
ダニエルズは2022年の『タイム』の次の100人に選ばれた。

## 私生活
クワンはマサチューセッツ州ウェストボローで生まれた。父親は香港出身、母親は台湾出身である。同じく映画監督でアニメーターのクリステン・レポールと結婚した。『エブリシング・エブリウェア・オール・アット・ワンス』のキャラクター制作で注意欠陥・多動性障害（ADHD）に関する取材を行っていたところ、クワン自身もADHDであることが判明した。
シャイナートはアラバマ州バーミングハムでベッキーとケン・シャイナートの息子として生まれ育った。彼はオークマウンテン・エレメンタリー&ミドル・スクールに通い、シェイズバレー高等学校の国際バカロレア・プログラムの生徒であった。

## フィルモグラフィ

### 短編映画
| 年   | 作品名                                              | 監督 | 脚本 | 備考  |
| ---- | --------------------------------------------------- | ---- | ---- | ----- |
| 2009 | Swingers                                            |      |      | [ 6 ] |
| 2010 | Puppets                                             |      |      | [ 6 ] |
| 2011 | My Best Friend's Wedding/ My Best Friend's Sweating | Yes  | Yes  |       |
| 2014 | Possibilia                                          | Yes  | Yes  |       |
| 2014 | Interesting Ball                                    | Yes  | Yes  |       |

シャイナート単独
| 年   | 作品名        | 監督 | 脚本 |
| ---- | ------------- | ---- | ---- |
| 2007 | I'm Nostalgic | Yes  | No   |
| 2008 | Trust         | Yes  | Yes  |

### 長編映画
| 年   | 作品名                                                                               | 監督 | 脚本 | 製作 |
| ---- | ------------------------------------------------------------------------------------ | ---- | ---- | ---- |
| 2016 | スイス・アーミー・マン Swiss Army Man                                                | Yes  | Yes  | No   |
| 2022 | エブリシング・エブリウェア・オール・アット・ワンス Everything Everywhere All at Once | Yes  | Yes  | Yes  |

シャイナート単独
| 年   | 作品名                                                   | 監督 | 脚本 | 備考                                                   |
| ---- | -------------------------------------------------------- | ---- | ---- | ------------------------------------------------------ |
| 2019 | ディック・ロングはなぜ死んだのか? The Death of Dick Long | Yes  | Yes  | 兼出演: ディック・ロング役 兼歌唱: "It's Been A While" |

### テレビシリーズ
| 年   | 作品名                        | エピソード                            |
| ---- | ----------------------------- | ------------------------------------- |
| 2013 | NTSF:SD:SUV::                 | 第3シーズン第1話「Comic Con Air」     |
| 2013 | NTSF:SD:SUV::                 | 第3シーズン第12話「Wreck the Malls」  |
| 2013 | Childrens Hospital            | 第5シーズン第13話「Coming and Going」 |
| 2013 | Infomercials                  | 第5回「Broomshakalaka!」              |
| 2020 | Awkwafina Is Nora from Queens | 第1シーズン第8話「Grandma & Chill」   |

クワン単独
| 年   | 作品名          | エピソード                     |
| ---- | --------------- | ------------------------------ |
| 2019 | レギオン Legion | 第3シーズン第4話「悪魔の襲来」 |

シャイナート単独
| 年   | 作品名                                                      | エピソード            |
| ---- | ----------------------------------------------------------- | --------------------- |
| 2019 | ビカミング・ア・ゴッド On Becoming a God in Central Florida | 第5話「聖地での戦い」 |

### ミュージック・ビデオ
| 年   | 作品                                            | アーティスト                 | 備考  |
| ---- | ----------------------------------------------- | ---------------------------- | ----- |
| 2011 | "Simple Math"                                   | マンチェスター・オーケストラ |       |
| 2011 | フーディーニ                                    | フォスター・ザ・ピープル     | [ 6 ] |
| 2011 | ドント・ストップ (カラー・オン・ザ・ウォールズ) | フォスター・ザ・ピープル     | [ 6 ] |
| 2012 | "My Machines"                                   | バトルス                     |       |
| 2012 | シンプル・ソング                                | シンズ                       | [ 6 ] |
| 2012 | 鳳凰♂昇天                                       | テネイシャスD                | [ 6 ] |
| 2013 | クライ・ライク・ア・ゴースト                    | パッション・ピット           |       |
| 2013 | ターン・ダウン・フォー・ホワット                | DJスネークとリル・ジョン     | [ 6 ] |
| 2014 | タングス                                        | ジョイウェーヴ               |       |
| 2017 | "The Sunshine"                                  | マンチェスター・オーケストラ |       |
| 2017 | "The Alien"                                     | マンチェスター・オーケストラ |       |

## 受賞・ノミネート
| 年   | 賞                                         | 部門                                       | 作品                                                   | 結果       | 参照          |
| ---- | ------------------------------------------ | ------------------------------------------ | ------------------------------------------------------ | ---------- | ------------- |
| 2013 | グラミー賞                                 | ショート・フォーム・ミュージック・ビデオ賞 | 「フーディーニ」                                       | ノミネート | [ 26 ]        |
| 2015 | グラミー賞                                 | ミュージック・ビデオ賞                     | 「ターン・ダウン・フォー・ホワット」                   | ノミネート | [ 27 ]        |
| 2016 | ゴッサム・インディペンデント映画賞         | ブレイクスルー監督賞                       | 『スイス・アーミー・マン』                             | ノミネート | [ 28 ]        |
| 2017 | インディペンデント・スピリット賞           | 第1回作品賞                                | 『スイス・アーミー・マン』                             | ノミネート | [ 29 ]        |
| 2022 | ハリウッド批評家協会ミッドシーズン映画賞   | 作品賞                                     | 『エブリシング・エブリウェア・オール・アット・ワンス』 | 受賞       | [ 30 ]        |
| 2022 | ハリウッド批評家協会ミッドシーズン映画賞   | 監督賞                                     | 『エブリシング・エブリウェア・オール・アット・ワンス』 | 受賞       | [ 30 ]        |
| 2022 | ハリウッド批評家協会ミッドシーズン映画賞   | 脚本賞                                     | 『エブリシング・エブリウェア・オール・アット・ワンス』 | 受賞       | [ 30 ]        |
| 2022 | ハリウッド批評家協会ミッドシーズン映画賞   | インディ映画賞                             | 『エブリシング・エブリウェア・オール・アット・ワンス』 | 受賞       | [ 30 ]        |
| 2022 | サターン賞                                 | ファンタジー映画賞                         | 『エブリシング・エブリウェア・オール・アット・ワンス』 | 受賞       | [ 31 ] [ 32 ] |
| 2022 | サターン賞                                 | 脚本賞                                     | 『エブリシング・エブリウェア・オール・アット・ワンス』 | ノミネート | [ 31 ] [ 32 ] |
| 2022 | ゴッサム・インディペンデント映画賞         | 作品賞                                     | 『エブリシング・エブリウェア・オール・アット・ワンス』 | 受賞       | [ 33 ]        |
| 2022 | 英国インディペンデント映画賞               | 国際インディペンデント映画賞               | 『エブリシング・エブリウェア・オール・アット・ワンス』 | ノミネート | [ 34 ]        |
| 2022 | ナショナル・ボード・オブ・レビュー賞       | トップ10映画                               | 『エブリシング・エブリウェア・オール・アット・ワンス』 | 受賞       | [ 35 ]        |
| 2022 | アメリカン・フィルム・インスティチュート賞 | 年間トップ10映画                           | 『エブリシング・エブリウェア・オール・アット・ワンス』 | 受賞       | [ 36 ]        |
| 2022 | ニューヨーク映画批評家オンライン賞         | 監督賞                                     | 『エブリシング・エブリウェア・オール・アット・ワンス』 | 受賞       | [ 37 ]        |
| 2022 | ロサンゼルス映画批評家協会賞               | 作品賞                                     | 『エブリシング・エブリウェア・オール・アット・ワンス』 | 受賞       | [ 38 ]        |
| 2022 | ワシントンD.C.映画批評家協会賞             | 作品賞                                     | 『エブリシング・エブリウェア・オール・アット・ワンス』 | 受賞       | [ 39 ]        |
| 2022 | ワシントンD.C.映画批評家協会賞             | 監督賞                                     | 『エブリシング・エブリウェア・オール・アット・ワンス』 | 受賞       | [ 39 ]        |
| 2022 | ワシントンD.C.映画批評家協会賞             | オリジナル脚本賞                           | 『エブリシング・エブリウェア・オール・アット・ワンス』 | 受賞       | [ 39 ]        |
| 2022 | シカゴ映画批評家協会賞                     | 作品賞                                     | 『エブリシング・エブリウェア・オール・アット・ワンス』 | ノミネート | [ 40 ] [ 41 ] |
| 2022 | シカゴ映画批評家協会賞                     | 監督賞                                     | 『エブリシング・エブリウェア・オール・アット・ワンス』 | 受賞       | [ 40 ] [ 41 ] |
| 2022 | シカゴ映画批評家協会賞                     | オリジナル脚本賞                           | 『エブリシング・エブリウェア・オール・アット・ワンス』 | ノミネート | [ 40 ] [ 41 ] |
| 2022 | セントルイス映画批評家協会賞               | 作品賞                                     | 『エブリシング・エブリウェア・オール・アット・ワンス』 | 受賞       | [ 42 ] [ 43 ] |
| 2022 | セントルイス映画批評家協会賞               | アクション映画賞                           | 『エブリシング・エブリウェア・オール・アット・ワンス』 | ノミネート | [ 42 ] [ 43 ] |
| 2022 | セントルイス映画批評家協会賞               | コメディ映画賞                             | 『エブリシング・エブリウェア・オール・アット・ワンス』 | ノミネート | [ 42 ] [ 43 ] |
| 2022 | セントルイス映画批評家協会賞               | 監督賞                                     | 『エブリシング・エブリウェア・オール・アット・ワンス』 | 次点       | [ 42 ] [ 43 ] |
| 2022 | セントルイス映画批評家協会賞               | オリジナル脚本賞                           | 『エブリシング・エブリウェア・オール・アット・ワンス』 | 受賞       | [ 42 ] [ 43 ] |
| 2022 | ダラス・フォートワース映画批評家協会賞     | 作品賞                                     | 『エブリシング・エブリウェア・オール・アット・ワンス』 | 受賞       | [ 44 ]        |
| 2022 | ダラス・フォートワース映画批評家協会賞     | 監督賞                                     | 『エブリシング・エブリウェア・オール・アット・ワンス』 | 受賞       | [ 44 ]        |
| 2022 | ダラス・フォートワース映画批評家協会賞     | 脚本賞                                     | 『エブリシング・エブリウェア・オール・アット・ワンス』 | 次点       | [ 44 ]        |
| 2022 | フロリダ映画批評家協会賞                   | 作品賞                                     | 『エブリシング・エブリウェア・オール・アット・ワンス』 | 受賞       | [ 45 ]        |
| 2022 | フロリダ映画批評家協会賞                   | 監督賞                                     | 『エブリシング・エブリウェア・オール・アット・ワンス』 | ノミネート | [ 45 ]        |
| 2022 | フロリダ映画批評家協会賞                   | オリジナル脚本賞                           | 『エブリシング・エブリウェア・オール・アット・ワンス』 | 次点       | [ 45 ]        |
| 2023 | アカデミー賞                               | 作品賞                                     | 『エブリシング・エブリウェア・オール・アット・ワンス』 | 受賞       | [ 46 ]        |
| 2023 | アカデミー賞                               | 監督賞                                     | 『エブリシング・エブリウェア・オール・アット・ワンス』 | 受賞       | [ 46 ]        |
| 2023 | アカデミー賞                               | 脚本賞                                     | 『エブリシング・エブリウェア・オール・アット・ワンス』 | 受賞       | [ 46 ]        |
| 2023 | 英国アカデミー賞                           | 作品賞                                     | 『エブリシング・エブリウェア・オール・アット・ワンス』 | ノミネート | [ 47 ]        |
| 2023 | 英国アカデミー賞                           | 監督賞                                     | 『エブリシング・エブリウェア・オール・アット・ワンス』 | ノミネート | [ 47 ]        |
| 2023 | 英国アカデミー賞                           | オリジナル脚本賞                           | 『エブリシング・エブリウェア・オール・アット・ワンス』 | ノミネート | [ 47 ]        |
| 2023 | ゴールデングローブ賞                       | ミュージカル・コメディ映画賞               | 『エブリシング・エブリウェア・オール・アット・ワンス』 | ノミネート | [ 48 ]        |
| 2023 | ゴールデングローブ賞                       | 監督賞                                     | 『エブリシング・エブリウェア・オール・アット・ワンス』 | ノミネート | [ 48 ]        |
| 2023 | ゴールデングローブ賞                       | 脚本賞                                     | 『エブリシング・エブリウェア・オール・アット・ワンス』 | ノミネート | [ 48 ]        |
| 2023 | クリティクス・チョイス・アワード           | 作品賞                                     | 『エブリシング・エブリウェア・オール・アット・ワンス』 | 受賞       | [ 49 ]        |
| 2023 | クリティクス・チョイス・アワード           | 監督賞                                     | 『エブリシング・エブリウェア・オール・アット・ワンス』 | 受賞       | [ 49 ]        |
| 2023 | クリティクス・チョイス・アワード           | オリジナル脚本賞                           | 『エブリシング・エブリウェア・オール・アット・ワンス』 | 受賞       | [ 49 ]        |
| 2023 | クリティクス・チョイス・アワード           | コメディ映画賞                             | 『エブリシング・エブリウェア・オール・アット・ワンス』 | ノミネート | [ 49 ]        |
| 2023 | 全米監督協会賞                             | 長編映画監督賞                             | 『エブリシング・エブリウェア・オール・アット・ワンス』 | 受賞       | [ 50 ]        |
| 2023 | 全米脚本家組合賞                           | オリジナル脚本賞                           | 『エブリシング・エブリウェア・オール・アット・ワンス』 | 受賞       | [ 51 ]        |
| 2023 | サテライト賞                               | コメディ・ミュージカル映画賞               | 『エブリシング・エブリウェア・オール・アット・ワンス』 | 受賞       | [ 52 ]        |
| 2023 | サテライト賞                               | オリジナル脚本賞                           | 『エブリシング・エブリウェア・オール・アット・ワンス』 | ノミネート | [ 52 ]        |
| 2023 | ハリウッド批評家協会映画賞                 | 作品賞                                     | 『エブリシング・エブリウェア・オール・アット・ワンス』 | 受賞       | [ 53 ]        |
| 2023 | ハリウッド批評家協会映画賞                 | インディ映画賞                             | 『エブリシング・エブリウェア・オール・アット・ワンス』 | ノミネート | [ 53 ]        |
| 2023 | ハリウッド批評家協会映画賞                 | 監督賞                                     | 『エブリシング・エブリウェア・オール・アット・ワンス』 | 受賞       | [ 53 ]        |
| 2023 | ハリウッド批評家協会映画賞                 | オリジナル脚本賞                           | 『エブリシング・エブリウェア・オール・アット・ワンス』 | 受賞       | [ 53 ]        |
| 2023 | AACTA国際賞                                | 作品賞                                     | 『エブリシング・エブリウェア・オール・アット・ワンス』 | ノミネート | [ 54 ]        |
| 2023 | AACTA国際賞                                | 監督賞                                     | 『エブリシング・エブリウェア・オール・アット・ワンス』 | ノミネート | [ 54 ]        |
| 2023 | インディペンデント・スピリット賞           | 作品賞                                     | 『エブリシング・エブリウェア・オール・アット・ワンス』 | 受賞       | [ 55 ]        |
| 2023 | インディペンデント・スピリット賞           | 監督賞                                     | 『エブリシング・エブリウェア・オール・アット・ワンス』 | 受賞       | [ 55 ]        |
| 2023 | インディペンデント・スピリット賞           | 脚本賞                                     | 『エブリシング・エブリウェア・オール・アット・ワンス』 | 受賞       | [ 55 ]        |